# O Jardineiro (Seurat)
O Jardineiro (em língua francesa: Le jardinier) é uma pintura a óleo sobre tela realizada pelo artista francês Georges Seurat em 1882.